# Lida Basso
Lida Basso coniugata Frisini (Pescia, 1º ottobre 1919 – Livorno, 30 luglio 2007) è stata una docente e benefattrice italiana, proclamata giusto tra le nazioni per aver salvato delle famiglie ebree dalla deportazione.

## Biografia
Nacque all’ospedale di Pescia, dove fu abbandonata appena nata dalla madre naturale. Fu adottata dai coniugi pesciatini Paride Sabatini e Gennì Michelotti. Ebbe due fratelli Enzo, caduto sul fronte russo, ed Enza. Quand'era ancora piccola la famiglia si trasferì a Lunata, frazione del comune di Capannori. Compì gli studi all'istituto magistrale, dove si diplomò da privatista nel 1942. Contestualmente lavorò come operaia tessile presso la Cucirini Cantoni Coats di Lucca. Conobbe Francesco Frisini, vicebrigadiere della Guardia di Finanza di stanza a Castelnuovo di Garfagnana, con il quale si sposò nel 1949. Insieme ebbero due figli, Pierluigi ed Enza, e si trasferirono a Grosseto, poi a Livorno. Nel 1950 si laureò in lettere presso l'università di Pisa e divenne insegnante di scuola superiore a Livorno.

## Il salvataggio degli ebrei
Nell'estate 1943 incontrò in una strada di Lunata una famiglia di profughi ebrei provenienti dalla Francia meridionale, i Gabbai, che le chiesero aiuto per trovare una sistemazione. Dopo aver consultato i genitori, decise di accoglierli presso la propria abitazione. Dopo l'armistizio dell'8 settembre 1943 e l'inizio dei rastrellamenti tedeschi nei confronti degli ebrei, si rivolse al parroco di Lunata don Angelo Unti per trovare un luogo dove nasconderli, assieme ad altri ebrei fuggiti da Livorno e Genova. Il parroco la indirizzò presso il convento dei Padri carmelitani di Capannori, che accettarono di nasconderli. Assieme a un’amica si recò più volte al mulino per raccogliere gli avanzi di farina da portare in convento per il sostentamento dei profughi. Con la collaborazione dei partigiani Roberto Bartolozzi e Michele Lombardi, pianificò la fuga in Svizzera di cinque fra di loro. I Gabbai rimasero nascosti nel convento dei Carmelitani fino alla liberazione di Lucca, avvenuta il 5 settembre 1944. Dopo la guerra Renato Gabbai si sposò con sua sorella Enza e insieme emigrarono negli Stati Uniti.

## Giusta tra le nazioni
Negli anni '70, Renato Gabbai inviò alla commissione apposita dello Stato d'Israele un corposo dossier su di lei. Il 31 maggio 1978 le fu conferito il riconoscimento di giusto tra le nazioni. La cerimonia ufficiale si tenne il 21 maggio 1981 nella sinagoga di Livorno. Nel maggio 2007, la città di Pescia le attribuì la cittadinanza onoraria. Pochi mesi dopo, morì a Livorno.